# Martijn Holtslag
Martijn Holtslag (Leiden, 1992) is een Nederlands producer, muzikant en dichter.

## Biografie
Holtslag groeide op in Markvelde. Op 10-jarige leeftijd schreef hij zijn eigen teksten en begon hij met het maken van zijn eerste eigen beats. Na enige tijd te hebben gerapt als Ongeordend kwam hij met het debuutalbum Op Eigen Kracht. Met zijn poëzie en rap trad hij op in de Melkweg, Paradiso en De Oosterpoort. Hij stond in de finale van de Grote Prijs van Nederland en het NK Poetryslam. Holtslag toerde in 2010 en 2011 met het Nederlands Blazers Ensemble, Simon Vinkenoog, Bernleff, Ilja Leonard Pfeijffer en Ellen Deckwitz door Nederland.
Daarnaast maakte hij van 2013 tot 2015 deel uit van de tienkoppige formatie Knarsetand, waar hij als artistiek leider en producer optrad. In 2015 richtte Holtslag Quibus op, een zeskoppige band die elektronische muziek maakt. Twee jaar later volgde de oprichting van KNARS.
In 2017 bracht hij het nummer en videoclip I'm a FuckUp uit. Holtslag was na een avondje stappen mishandeld en bracht nadien dit nummer uit als reactie op de mishandeling.
Holtslag heeft muziek geleverd aan de Netflixproducties Who Killed Sarah en Into the Beat.

## Trivia
Holtslag maakt in zijn vrije tijd miniatuurlandschappen. In 2021 werd een van de landschappen tentoongesteld in het Speelgoedmuseum te Deventer.